# Cinque Nazioni 1925
Il Cinque Nazioni 1925 (in inglese 1925 Five Nations Championship; in francese Tournoi des Cinq Nations 1925; in gallese Pencampwriaeth y Pum Gwlad 1925) fu l'11ª edizione del torneo annuale di rugby a 15 tra le squadre nazionali di Francia, Galles, Inghilterra, Irlanda e Scozia, nonché la 38ª in assoluto considerando anche le edizioni dell'Home Championship.
Si tenne tra il 1º gennaio e il 13 aprile 1925 e fu vinto dalla Scozia, che nella circostanza si aggiudicò il suo tredicesimo titolo assoluto, ottavo indiviso; nella giornata di chiusura del suo torneo, in cui batté l'Inghilterra aggiudicandosi, oltre al Championship, anche il Grande Slam e la Calcutta Cup, la Scozia disputò il suo primo incontro al nuovo stadio di Murrayfield a Edimburgo, inaugurato proprio in tale occasione.
La partita segnò anche la prima sconfitta inglese contro la Scozia dal 1912.
Ultima in classifica a zero punti e con il whitewash fu la Francia.
Il valore delle marcature, come stabilito dall’IRFB nel 1905, era: 3 punti per ciascuna meta (5 se trasformata), 3 punti per la realizzazione di ciascun calcio piazzato o mark, 4 punti per la realizzazione di ciascun drop.

## Nazionali partecipanti e sedi
| Squadra     | Città           | Impianto interno         |
| ----------- | --------------- | ------------------------ |
| Francia     | Colombes        | Stadio olimpico          |
| Galles      | Cardiff Swansea | Arms Park St Helen's     |
| Inghilterra | Londra          | Twickenham               |
| Irlanda     | Belfast Dublino | Ravenhill Lansdowne Road |
| Scozia      | Edimburgo       | Inverleith Murrayfield   |

## Risultati
| Arbitro: | J. McGill |

|        |      |                        |
| Ribere | mt   | Gardiner G. Stephenson |
|        | c.p. | Crawford               |

| Arbitro: | Alfred Lawrie |

|                                    |      |              |
| Hamilton Wickes Kittermaster Voyce | mt   | James Thomas |
| Armstrong                          | c.p. |              |

| Arbitro: | E. Wheeler |

|                               |      |           |
| Gillies Smith (4) Wallace (2) | mt   |           |
| Drysdale Gillies              | tr   |           |
|                               | drop | du Manoir |

| Arbitro: | Bim Baxter |

|                       |      |                       |
| Cornish Hopkins Jones | mt   | Smith (4) Wallace (2) |
| Parker                | tr   | Drysdale              |
| Parker                | c.p. |                       |
|                       | drop | Drysdale              |

| Arbitro: | Tommy Vile |

|               |    |                         |
| Smallwood (2) | mt | T. Hewitt H. Stephenson |

| Arbitro: | Wallace Harland |

|                   |    |               |
| Delahay Finch (2) | mt | de Laborderie |
| Parker            | tr | Ducousso      |

| Arbitro: | Albert Freethy |

|               |      |                |
| H. Stephenson | mt   | MacMyn Wallace |
| Crawford      | tr   | Drysdale Dykes |
| Crawford      | c.p. |                |
|               | drop | Waddell        |

| Arbitro: | Bim Baxter |

|                                           |      |          |
| Browne Millin G. Stephenson H. Stephenson | mt   | Turnbull |
| G. Stephenson (2)                         | tr   |          |
| G. Stephenson                             | c.p. |          |

| Arbitro: | Albert Freethy |

|                  |      |                           |
| Nelson Wallace   | mt   | Hamilton Wickes Wakefield |
| Drysdale Gillies | tr   | Luddington                |
|                  | c.p. | Luddington                |
| Waddell          | drop |                           |

| Arbitro: | Albert Freethy |

|                         |      |                           |
| Barthe Besson Cluchague | mt   | Hamilton Wickes Wakefield |
| Ducousso                | tr   | Luddington (2)            |
|                         | mark | Luddington                |

## Classifica
| Pos | Squadra     | G | V | N | P | PF | PS | DP  | Pt |
| --- | ----------- | - | - | - | - | -- | -- | --- | -- |
| 1   | Scozia      | 4 | 4 | 0 | 0 | 77 | 37 | +40 | 8  |
| 2   | Irlanda     | 4 | 2 | 1 | 1 | 42 | 26 | +16 | 5  |
| 3   | Inghilterra | 4 | 2 | 1 | 1 | 42 | 37 | +5  | 5  |
| 4   | Galles      | 4 | 1 | 0 | 3 | 34 | 60 | −26 | 2  |
| 5   | Francia     | 4 | 1 | 0 | 3 | 23 | 58 | −35 | 2  |